# Groupe de NGC 5371
Le groupe de NGC 5371 comprend au moins 18 galaxies situées dans la constellation des Chiens de chasse. La distance moyenne entre ce groupe et la Voie lactée est d'environ 39,3 Mpc (∼128 millions d'al). 

## Membres
Le tableau ci-dessous liste les 18 galaxies du groupe indiquées dans l'article de A.M. Garcia paru en 1993.
D'autre part, Abraham Mahtessian mentionne aussi l'existence de ce groupe, mais il n'y figure que 15 galaxies. Les galaxies NGC 5346 et NGC 5358 ne font pas partie de la liste de Mahtessian, mais celui-ci ajoute trois galaxies : NGC 5337, NGC 5362 et NGC 5383. Ces trois galaxies font partie d'un autre groupe de quatre galaxies décrits par Garcia, le groupe de NGC 5383.
Quatre galaxies de ce groupe font partie du groupe compact de Hickson 68 : NGC 5350 (HCG 68C), NGC 5354 (HCG 68B), NGC 5355 (HCG 68D) et NGC 5358 (HCG 68E). Selon Garcia, la galaxie HCG 68A (NGC 5353) fait partie du groupe de NGC 5383.
| Nom         | Class.    | Type                        | α (J2000.0)   | δ (J2000.0) | Vitesse radiale (km/s) | m                    | Distance (Mpc) | Diamètre (kal) |
| ----------- | --------- | --------------------------- | ------------- | ----------- | ---------------------- | -------------------- | -------------- | -------------- |
| NGC 5289    | (R)SABab? | Spirale intermédiaire       | 13h 45m 08.7s | 41° 30′ 12″ | 2526 ± 4               | 13,0                 | 40,0 ± 2,8     | 95             |
| NGC 5290    | Sbc?      | Spirale                     | 13h 45m 19.2s | 41° 42′ 45″ | 2549 ± 4               | 12,5                 | 40,3 ± 2,8     | 122            |
| NGC 5311    | S0/a      | Lenticulaire                | 13h 48m 56.1s | 39° 59′ 06″ | 2654 ± 2               | 12,3                 | 41,9 ± 2,9     | 116            |
| NGC 5313    | Sb?       | Spirale                     | 13h 49m 44.3s | 39° 59′ 05″ | 2539 ± 2               | 12,0                 | 40,2 ± 2,8     | 79             |
| NGC 5320    | SAB(rs)c? | Spirale intermédiaire       | 13h 50m 20.4s | 41° 21′ 58″ | 2619 ± 2               | 12,1                 | 41,3 ± 2,9     | 117            |
| NGC 5326    | SAa?      | Spirale                     | 13h 50m 50.7s | 39° 34′ 29″ | 2520 ± 10              | 11,9                 | 40,0 ± 2,8     | 66             |
| NGC 5346    | Scd?      | Spirale                     | 13h 53m 01.9s | 39° 34′ 51″ | 2501 ± 5               | 13,8                 | 39,7 ± 2,8     | 89             |
| NGC 5350    | SB(r)b    | Spirale barrée              | 13h 53m 21.6s | 40° 21′ 50″ | 2325 ± 1               | 11,3                 | 37,0 ± 2,6     | 89             |
| NGC 5354    | SA0       | Lenticulaire                | 13h 53m 26.7s | 40° 18′ 10″ | 2579 ± 13              | 11,4                 | 40,8 ± 2,9     | 64             |
| NGC 5355    | S0?       | Lenticulaire                | 13h 53m 45.5s | 40° 20′ 19″ | 2351 ± 2               | 13,1                 | 37,4 ± 2,6     | 46             |
| NGC 5358    | S0?       | Lenticulaire                | 13h 54m 00.4s | 40° 16′ 38″ | 2412 ± 2               | 13,6                 | 38,3 ± 2,7     | 59             |
| NGC 5371    | SAB(rs)bc | Spirale intermédiaire       | 13h 55m 39.9s | 40° 27′ 42″ | 2558 ± 1               | 10,6                 | 40,4 ± 2,8     | 116            |
| UGC 8726    | Sd        | Spirale                     | 13h 47m 49.4s | 40° 29′ 10″ | 2334 ± 4               | 14,6                 | 37,2 ± 2,6     | 65             |
| UGC 8736    | S?        | Spirale                     | 13h 49m 04.5s | 39° 29′ 52″ | 2362 ± 1               | 13,5                 | 37,7 ± 2,6     | 57             |
| UGC 8742    | Im        | Irrégulière magellanique    | 13h 49m 37.7s | 38° 55′ 15″ | 2263 ± 5               | 15,15                | 36,2 ± 2,5     | 33             |
| UGC 8777    | SBdm      | Spirale barrée magellanique | 13h 57m 07.0s | 41° 47′ 32″ | 2555 ± 17              | 14,6                 | 37,7 ± 2,7     | 54             |
| MCG 7-28-71 | S0/a      | Lenticulaire                | 13h 48m 45.1s | 41° 42′ 35″ | 2668 ± 3               | 13,659 asinh         | 42,1 ± 3,0     | 28             |
| MCG 7-29-2  | S?        | Spirale                     | 13h 51m 25.4s | 40° 12′ 48″ | 2469 ± 3               | 14,217 ± 0,004 asinh | 39,2 ± 2,8     | 23             |

Le site DeepskyLog permet de trouver aisément les constellations des galaxies mentionnées dans ce tableau ou si elles ne s'y trouvent pas, l'outil du site constellation permet de le faire à l'aide des coordonnées de la galaxie. Sauf indication contraire, les données proviennent du site NASA/IPAC. 